# LDU Quito
Liga Deportiva Universitaria (LDU) – ekwadorski klub piłkarski z siedzibą w stołecznym mieście Quito. Występuje w rozgrywkach Serie A. Domowe mecze rozgrywa na obiekcie Estadio Rodrigo Paz Delgado.
Klub nazywa się zwykle Liga de Quito, po to, by odróżnić go od pozostałych klubów noszących nazwę Liga Deportiva Universitaria.

## Historia
Dziesiątki lat temu klub rozgrywał swoje mecze na malutkim, obecnie od dawna już nieistniejącym stadionie o nazwie Estadio del Arbolito. Nazwa stadionu pochodzi od małego drzewa (arbolito) które znajduje się w pobliżu boiska. Później klub przeniósł się na Estadio Olímpico Atahualpa, który dzielą z klubami CD El Nacional i Deportivo Quito oraz CD Espoli.
W 1997 oddany został do użytku klubowy stadion w Cotocollao na północ od Quito. Stadion nazywa się La Basa Blanca (Biały Dom), gdyż biel jest głównym kolorem strojów klubowych.
Największym sukcesem klubu jest zdobycie Copa Libertadores w 2008 po finałowym dwumeczu (4:2 u siebie i 1:3 [karne 3:1] na wyjeździe) z brazylijskim Fluminense FC.

## Osiągnięcia

### Krajowe
- Serie A

| zwycięstwo (13):    | 1969, 1974, 1975, 1990, 1998, 1999, 2003, 2005 (A), 2007, 2010, 2018, 2023, 2024 |
| drugie miejsce (6): | 1977, 1981, 2008, 2015, 2019, 2020                                               |

### Międzynarodowe
- Copa Libertadores

| zwycięstwo (1):     | 2008 |
| drugie miejsce (0): | –    |

- Copa Sudamericana

| zwycięstwo (2):     | 2009, 2023 |
| drugie miejsce (1): | 2011       |

- Recopa Sudamericana

| zwycięstwo (2):     | 2009, 2010 |
| drugie miejsce (1): | 2024       |

- Copa Suruga Bank

| zwycięstwo (0):     | –    |
| drugie miejsce (1): | 2010 |

- Klubowe Mistrzostwa Świata

| drugie miejsce (1): | 2008 |

## Aktualny skład
Stan na 1 października 2023.
| Nr | Poz. | Piłkarz            |
| -- | ---- | ------------------ |
| 2  | OB   | Yeltzin Erique     |
| 3  | OB   | Richard Mina       |
| 4  | OB   | Ricardo Adé        |
| 5  | PO   | Óscar Zambrano     |
| 6  | OB   | Facundo Rodríguez  |
| 7  | NA   | Jan Hurtado        |
| 9  | NA   | Paolo Guerrero     |
| 10 | NA   | Alexander Alvarado |
| 11 | NA   | Wálter Chalá       |
| 12 | BR   | Ethan Minda        |
| 13 | OB   | Daykol Romero      |
| 14 | OB   | José Quintero      |
| 15 | PO   | Jefferson Valverde |
| 16 | PO   | Mauricio Martínez  |
| 17 | PO   | Samuel Angulo      |

| Nr | Poz. | Piłkarz                  |
| -- | ---- | ------------------------ |
| 18 | PO   | Ezequiel Piovi (kapitan) |
| 19 | NA   | José Angulo              |
| 20 | NA   | Lisandro Alzugaray       |
| 21 | PO   | Sebastián González       |
| 22 | BR   | Alexander Domínguez      |
| 23 | BR   | Adrián Gabbarini         |
| 26 | PO   | Jhojan Julio             |
| 29 | PO   | Bryan Ramírez            |
| 30 | NA   | Danny Luna               |
| 32 | NA   | Renato Ibarra            |
| 33 | OB   | Leonel Quiñónez          |
| 34 | NA   | Ariel Mina               |
| 35 | NA   | Jairón Charcopa          |
| 36 | OB   | Daniel de la Cruz        |